# قا كا رع ايني

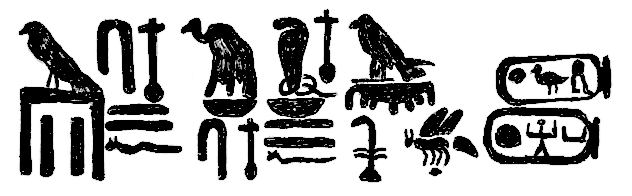
خرطوشة كا كارع أيني

كان قا كا رع ايني حاكمًا مصريًا (نوبيًا) لجنوب النوبة من المرجح أنه حكم خلال أواخر حكم الأسرة الحادية العشر وبداية الأسرة الثانية عشر. علي الرغم من كونه أفضل حاكم شهدته النوبة عبر الزمان إلا أنه لم تعرف أي شئ عن نشاطاته وأعماله.

## الشواهد
كان «قا كا رع ايني» أفضل حاكم شهدته بلاد النوبة خلال سلسلة من الحكام النوبيين ومن ضمنهم «سيجيرسيني» و«ايبخينتري». في الواقع، عرف لقبه الملكي الفرعوني القديم بفضل 16 نقش حجري موجودين في امباركاب ومودينيجار وجوثنيس وطايفة وأبو سمبل وتوشكي وكلهم في جنوب النوبة. سجلت هذه النقوش الحجرية لقبه وأيضا وجد اسمه على خرطوشة ولكن لم تعطي أي معلومات إضافية عنه. وجد العلماء علي النقوش التي وجدت في توشكي اسم «قا كا رع ايني» مدون بجانب اسم ايبخينتري. بالرغم من ذلك اقترح عالم المصريات دارريل بيكر ان الاسمين موجوجين بجانب بعضهما لعدم توافر مساحة إضافية وليس للإشارة لصلة أو علاقة بين الاثنين. ولذلك فان العلاقة بين قا كا والحاكمين الاخرين سيجي وايبي تظل مجهولة حتي الآن. اسم قا كا غير موجود علي أي قائمة لملوك مصر.

## الاسم

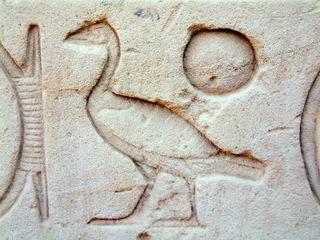
سا رع ، بمعنى ابن رع.

اسمه ايني بالرغم أنه بعض الاحيان يشار إليه في الادب باسم (انتف) أو (اينيتيف) والغريب أنه وضع وصف “ابن رع “ داخل النقش مما يجعل اسمه «سا رع ايني».

## البيانات
كان من الممكن أن يكون قاكارع إني مدعيا للعرش المصري الذي يقع مقره في النوبة السفلى، خلال الفترة المضطربة سياسيا التي امتدت في عهد مينتوحتب الرابع من الأسرة الحادية عشرة وأوائل عهد أمينمحات الأول من الأسرة الثانية عشرة.
في الواقع، يبدو أن كلا هذين الحاكمين واجها مشاكل في الاعتراف بهما عالميا كفراعنة شرعيين. وبما أن النوبة قد نالت استقلالها عن مصر خلال الفترة الانتقالية الأولى، فمن الممكن أن يكون قاكارع إني أحد آخر زعماء النوبيين الذين قاوموا بمقاومة العودة للمصريين في بداية الأسرة الثانية عشرة.
اقترح عالم المصريات المجري لازلو تورك تاريخا أحدث بكثير لقاكارع إني (وكذلك للحكام الآخرين ذوي الصلة المذكورين أعلاه)، بعد وقت من عهد الفرعون «نفر حتب الأول» من الأسرة الثالثة عشرة، أنه خلال الفترة الانتقالية الثانية، بين عامي 1730 و1650 قبل الميلاد. وقد رفض ذلك داريل بيكر وعالم الآثار التشيكي «زبينك زابا» اللذان يعتقدان أن «قا كا رع إيني» عاش بالتزامن مع نهاية الأسرة الحادية عشرة في أواخر القرن العشرين قبل الميلاد.